# Vol Qantas 32
Le 4 novembre 2010, l'Airbus A380 assurant le vol Qantas 32, un vol international régulier de passagers entre Londres et Sydney, avec une escale prévue à Singapour, a connu une défaillance non-contenue d'un de ses réacteurs, obligeant l'appareil à retourner à l'aéroport de Singapour pour y effectuer un atterrissage d'urgence, après avoir attendu près de deux heures en vol pour évaluer la situation. Aucun blessé n'a été signalé ni parmi les 440 passagers et 29 membres d'équipage présents à bord, ni parmi les personnes au sol, malgré le fait que des débris de l'avion sont tombés sur des maisons à Batam, en Indonésie. 
Cet incident, le premier du genre pour un Airbus A380, a été causé par l'explosion de la turbine du réacteur no 2, à la suite de la rupture d'une conduite d'huile incorrectement fabriquée, qui a endommagé l'aile et de nombreux dispositifs de contrôle de l'appareil. Il a conduit à l'immobilisation temporaire du reste de la flotte d'A380 de Qantas. Il a également conduit à des immobilisations, des inspections et des remplacements de plusieurs moteurs identiques sur certains autres A380, notamment en service chez Lufthansa et Singapore Airlines.

## Avion et équipage
L'appareil impliqué était un Airbus A380-842 (appareil MSN014, immatriculé VH-OQA), le premier livré à Qantas en septembre 2008. Baptisé Nancy Bird Walton en l'honneur d'une pionnière australienne de l'aviation, il était équipé de quatre moteurs Trent 972 fabriqués par Rolls-Royce. L'appareil avait effectué 1 843 cycles de décollage et d'atterrissage pour un total de 8 533 heures de vol. Il transportait cinq pilotes, 24 membres d'équipage et 440 passagers. 
Le commandant de bord était Richard de Crespigny accompagné du copilote Matt Hicks et du 2d officier Marc Johnson. Il y avait également à bord deux inspecteurs Dave Evans et Harry Wubben.

## Accident

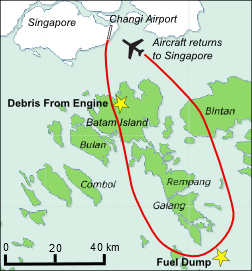
Trajet du vol 32 Qantas.

L'accident s'est produit le 4 novembre 2010 à 10 h 1 heure locale (2 h 1 UTC) alors que l'appareil redécollait de Singapour en direction de Sydney. Quatre minutes après le décollage, en pleine phase de montée au-dessus de l'île indonésienne de Batam, l'explosion non contenue du disque de la turbine à pression intermédiaire du réacteur no 2 a provoqué de nombreux dégâts sur l’aile gauche. 
La projection de débris et de morceaux de disque a détruit le carénage du réacteur, perforé l'aile et endommagé le système d’approvisionnement en kérosène. Les débris ont également désactivé un des systèmes hydrauliques et les freins anti-blocage, mis les réacteurs no 1 et no 4 en mode dégradé, endommagé le fonctionnement des dispositifs hypersustentateurs de l'aile gauche et le système de contrôle du réacteur no 1.  
Immédiatement après l'explosion, l'ordinateur de bord a affiché 54 messages d’alerte que les pilotes ont mis 50 minutes à analyser. Après avoir établi que l'avion était contrôlable, le commandant, Richard de Crespigny, et son équipage calculent une trajectoire d'attente près de l'aéroport de Changi (Singapour) afin d'évaluer la situation de l'appareil. Au bout de 50 minutes, le copilote et le Senior Check-Captain ont calculé qu'avec une surcharge de 50 tonnes, l'appareil pouvait atterrir et s'arrêter 100 m avant la fin de la piste. 
Après avoir utilisé le système d'extension du train d'atterrissage par gravité, l'équipage a posé l'appareil à 11 h 46. À cause d'un poids et d'une vitesse trop élevés, quatre pneus se sont dégonflés lors de la phase de freinage. Le système de communication voix par satellite avait également été endommagé et les échanges avec la direction de Qantas ne pouvaient se faire que par VHF via Singapour.   
Durant l’atterrissage, l'équipage n'a pas été capable de couper le moteur no 1, qui a dû être arrosé par les services d'urgence durant plus de 2 heures, jusqu'à son extinction. Les passagers n'ont pas été évacués en urgence mais sont sortis normalement par une porte du côté droit après qu'un escalier mobile eut été apporté. 
Il n'y a eu aucun blessé parmi les 440 passagers et les 29 membres d'équipage mais des débris tombés au sol ont endommagé une école et des maisons et légèrement blessé deux personnes.

## Cause de l'accident

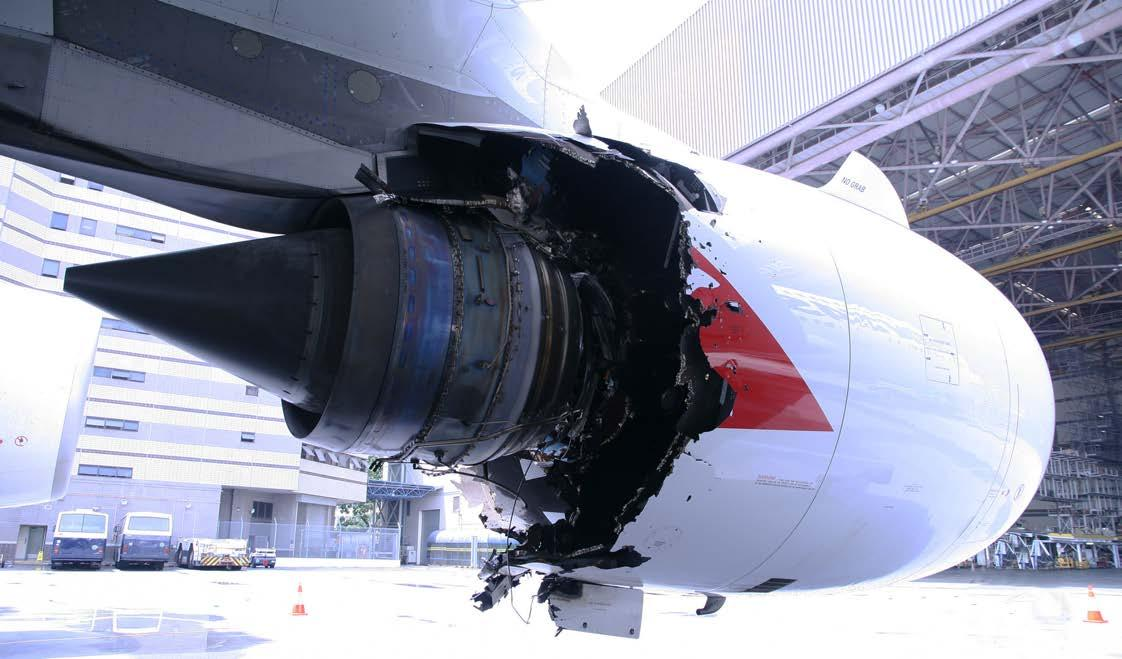
Le moteur endommagé de l'A380, à l'origine de l'incident du vol 32.

L'agence australienne de sécurité des transports et le motoriste Rolls-Royce ont enquêté sur l'accident et ont établi que c'est un « défaut de fabrication des turbines haute pression et à pression intermédiaire, là où le circuit distribue l'huile pour les roulements des arbres » qui est en cause : il a entraîné un frottement d'un composant mal placé contre la paroi d'un tuyau, qui a ensuite causé des « fissures liées à la fatigue, des fuites d'huile et des feux d'huile dans les turbines haute pression et pression intermédiaire »,. C'est donc Rolls-Royce qui a été reconnue coupable, et qui a dû verser un dédommagement de 72 millions d'euros à la compagnie australienne. Cet appareil a repris ses vols commerciaux en avril 2012.

## Conséquences

### Immobilisation de la flotte
Qantas, par la voix de son directeur général Alan Joyce, décide de suspendre pendant 48 heures les vols de sa flotte d'A380, un délai prolongé ensuite jusqu'à la fin du mois de novembre, à la suite de la découverte de défaillances lors des vérifications techniques sur les moteurs Trent 900 fabriqués par Rolls-Royce,,.
Rolls-Royce a procédé au remplacement de l'ensemble des moteurs Trent 900 équipant les A380 en service, ce qui provoque des retards dans les livraisons des nouveaux A380 équipés de ces réacteurs, livraisons qui étaient initialement prévues pour le mois de décembre 2010 et sur le premier semestre de l'année 2011.

### Réparation et compensation

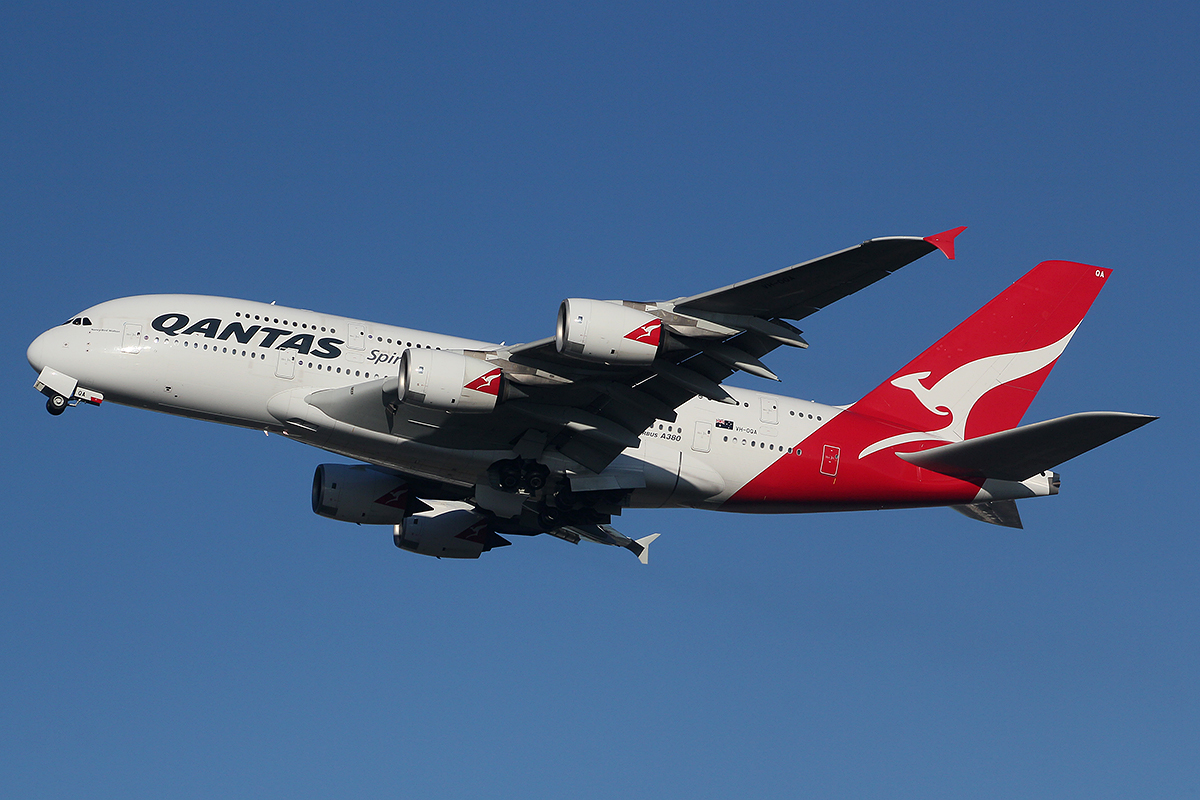
VH-OQA, l'A380 impliqué, après sa remise en service, ici à l'aéroport de Londres-Heathrow en décembre 2016, six ans après l'incident du vol 32.

L'appareil accidenté a été réparé pour un coût d'environ 139 millions de dollars australiens. Les quatre moteurs ont été remplacés, l'aile a été réparée et six kilomètres de câblage ont été changés. Après de nombreux tests au sol et en vol, l'avion est retourné en Australie le 22 avril 2012 et a repris son service le 28 avril 2012. Les réparations ont causé un surpoids de l'appareil de 94 kg.

### Fissures et consigne de navigabilité
Durant les réparations, des micro-fissures ont été découvertes sur le bord de l'aile avant de l'appareil et une consigne de navigabilité a été émise par l'Agence européenne de la sécurité aérienne pour les vingt Airbus A380-841, A380-842 et A380-861 qui avaient accumulé plus de 1 200 heures de vol, ceux avec moins de 1 800 heures de vol devant être inspectés avant 6 semaines ou 84 vols et ceux avec plus de 1 800 heures devant être inspectés sous 4 jours ou 14 vols. Le 8 février 2012, ces vérifications ont été étendues aux 68 A380 en service. Ces micro-fissures ont été observées sur tous les A380 et ont forcé Airbus à modifier sa chaîne d'assemblage des A380 à Toulouse, causant des délais de livraison supplémentaires.

## Médias
L'accident a fait l'objet d'un épisode dans la série télé Air Crash nommé « Le Titanic du ciel » (saison 13 - épisode 10).